# Hortus conclusus

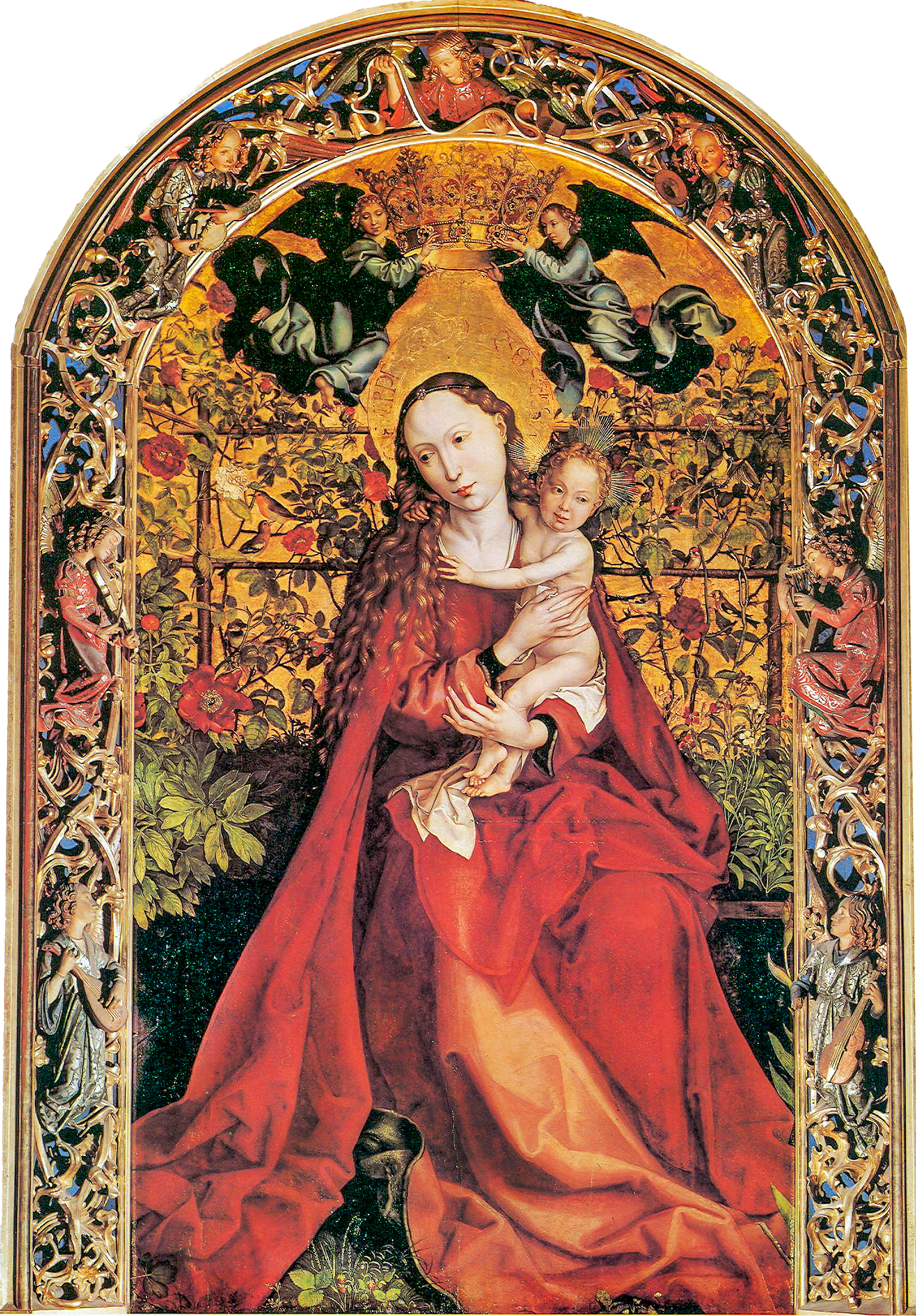
Martin Schongauer, Virgem do Rosal, 1473

Hortus conclusus é uma expressão latina que significa literalmente "jardim fechado". A fórmula provém do Cântico dos Cânticos (Ct 4,12) — «Hortus conclusus soror mea, sponsa, hortus conclusus, fons signatus» — e foi amplamente utilizada na exegese bíblica, na teologia e nas artes medievais e renascentistas como símbolo da Virgem Maria, especialmente enquanto expressão de sua virgindade, integridade corporal e fecundidade espiritual .
Originalmente, o termo designava um tipo de jardim murado, protegido contra invasores, animais ou intempéries. Com o desenvolvimento da Mariologia cristã, sobretudo a partir da Patrística e da Alta Idade Média, o hortus conclusus passou a ser compreendido como metáfora do ventre virginal de Maria — espaço fechado ao mundo, mas aberto à encarnação do Verbo divino . Na arte medieval, especialmente nas iluminuras, afrescos e tapeçarias dos séculos XIV a XVI, a Virgem Maria aparece frequentemente retratada em um jardim murado, cercada por símbolos botânicos e flores marianas, como lírios e roseiras, consolidando visualmente a fusão entre clausura e fertilidade.
O conceito de hortus conclusus articula-se, assim, entre exegese bíblica, iconografia cristã, arquitetura de jardins, mística feminina e teologia do corpo, configurando-se como um dos símbolos mais polissêmicos e persistentes da tradição ocidental. Como sintetiza Jeffrey Hamburger:
"Mais do que uma imagem literária, o 'hortus conclusus' se tornou um verdadeiro topos visual e devocional da sacralidade mariana, um espaço teológico onde pureza, clausura e graça florescem em simultaneidade" .

## Etimologia e origem bíblica
A expressão latina hortus conclusus — literalmente, "jardim fechado" — tem sua origem no versículo 12 do capítulo 4 do Cântico dos Cânticos: «Hortus conclusus soror mea, sponsa, hortus conclusus, fons signatus» (Ct 4,12), que se traduz por: "Jardim fechado és tu, minha irmã, noiva minha; jardim fechado, fonte selada". Este verso é considerado um dos mais importantes dentro da exegese cristã e da mariologia, dada sua polissemia e seu uso tipológico na teologia patrística e medieval.
Na tradição judaica original, o Cântico dos Cânticos é uma coleção de poemas líricos e eróticos atribuídos ao rei Salomão, interpretados como uma alegoria do amor entre Deus e Israel. No entanto, a patrística cristã reinterpretou esse corpus à luz da relação entre Cristo e a Igreja (Ecclesia), ou entre Cristo e a alma individual. Progressivamente, essa leitura alegórica foi transferida à Virgem Maria, que passou a ser identificada como a noiva mística do Cântico, especialmente no Ocidente latino a partir dos séculos IV e V .
Santo Ambrósio de Milão (c. 340–397), ao comentar a virgindade de Maria, associou-a diretamente à imagem do jardim selado: “Maria virgo est, hortus ille conclusus, cuius horti flos est Christus.” ("Maria é virgem, aquele jardim fechado, cujo jardim o flor é Cristo") .
São Jerônimo (c. 347–420), por sua vez, reforçou essa imagem ao traduzir o Antigo Testamento diretamente do hebraico para o latim, na Vulgata, escolhendo deliberadamente a forma "hortus conclusus", com conotações de clausura e inviolabilidade. Segundo Marina Warner:
"O uso do termo 'hortus conclusus' na Vulgata por Jerônimo perpetuou uma associação entre clausura, fertilidade e castidade que atravessaria toda a tradição ocidental da Virgem Maria" .
Durante a Idade Média, o versículo de Cântico dos Cânticos foi amplamente citado por exegetas e teólogos como uma chave de leitura simbólica do corpo virginal de Maria. O hortus passou a ser concebido não apenas como um espaço físico murado, mas como uma metáfora do ventre virginal que, embora fechado ao mundo, foi fecundado milagrosamente pela Palavra divina. Nesse sentido, o jardim fechado torna-se:
"um espaço mariano por excelência — onde a clausura não denota ausência de vida, mas sim um excesso de sacralidade; é o útero que guarda o Logos" .
Além disso, há convergência entre a imagem do jardim e a profecia do Livro de Ezequiel (44:2), que afirma: “Esta porta estará fechada; não se abrirá, ninguém por ela passará, porque o Senhor Deus de Israel entrou por ela; por isso estará fechada”. Essa passagem foi igualmente aplicada à virgindade de Maria, formando uma tríade simbólica entre o jardim fechado, a porta fechada e a fonte selada — expressões todas mobilizadas pela teologia medieval para afirmar a integridade corporal da Mãe de Deus .
A partir do século XII, com o florescimento da Mariologia e das práticas devocionais marianas, a expressão hortus conclusus adquire força imagética e passa a ser recorrente não apenas nos tratados teológicos, mas também na literatura mística, na poesia e sobretudo nas artes visuais. Como observa Michael Camille:
"O jardim fechado não é apenas metáfora, mas dispositivo cultural de construção da imagem de Maria como espaço sagrado, corpo inviolado e lugar de revelação teofânica .
Assim, o hortus conclusus não apenas tematiza a pureza da Virgem Maria, mas serve como um paradigma visual e simbólico para a teologia do corpo feminino na tradição cristã ocidental, sintetizando ideias de virgindade, clausura, fecundidade espiritual e sacralidade corpórea.

## Desenvolvimentos mariológicos
O símbolo do hortus conclusus tornou-se um dos pilares da Mariologia medieval e barroca, contribuindo para a construção teológica da Virgem Maria enquanto locus inviolado da encarnação divina. Essa metáfora bíblica foi amplamente desenvolvida pelos Padres da Igreja, místicos, escolásticos e teólogos modernos como signo da virgindade perpétua, da fecundidade espiritual e da pureza absoluta da Mãe de Deus.
No contexto da exegese patrística, autores como Ambrósio de Milão e Jerônimo associaram diretamente o "jardim fechado" do Cântico dos Cânticos ao corpo de Maria, que, permanecendo intacto, serviu de santuário ao Verbo. Como afirma Santo Ambrósio:
"Este jardim fechado, esta fonte selada, é Maria, que manteve inviolado o selo da sua virgindade, mesmo após o nascimento de seu Filho" .
A partir da Alta Idade Média, o hortus conclusus passou a figurar em textos litúrgicos, hinos marianos e tratados teológicos como imagem privilegiada da integridade corporal da Virgem, mas também de sua interioridade espiritual e contemplativa. Bernardo de Claraval, em sua mística nupcial, reitera a associação entre o jardim fechado e a alma de Maria como lugar de repouso do Cristo esposo:
"No jardim da alma da Virgem, o Senhor encontra descanso, pois ali não há ervas daninhas, nem serpentes, nem vento mundano" .
No período escolástico, especialmente entre os séculos XIII e XIV, teólogos como Tomás de Aquino e Duns Scotus incorporaram a imagem do jardim à elaboração doutrinal sobre a Imaculada Conceição. Embora a dogmatização ocorresse apenas em 1854 com a bula Ineffabilis Deus do papa Pio IX, a associação simbólica entre o hortus conclusus e a ausência do pecado original em Maria já figurava como argumento teológico antecipado. Nesse sentido, o símbolo contribuiu para fundamentar a ideia de que a Virgem foi "cerrada ao pecado e aberta à graça", conforme reforça a tradição franciscana .
Durante a espiritualidade barroca e contrarreformista, o hortus conclusus foi amplamente difundido em meditações, gravuras e emblemas, sobretudo no interior de conventos femininos, onde o claustro e o jardim cerrado assumiam também conotações de imitação mariana. Como observa Elizabeth Robertson:
"A imagem do 'hortus conclusus' oferecia às mulheres religiosas um modelo de clausura não apenas física, mas sobretudo espiritual — um espaço de pureza e encontro místico com Deus" .
A Mariologia moderna continua a recuperar o símbolo do jardim fechado como parte da tipologia bíblica da Nova Eva, interpretando Maria como nova arca da aliança, templo incorruptível e sacrário vivo. O Concílio Vaticano II, embora não utilize diretamente o termo, mantém a lógica simbólica de Maria como espaço preparado por Deus para o advento de Cristo, conforme se lê na constituição dogmática Lumen Gentium:
"Maria, toda santa e imaculada, foi pelo Altíssimo ornada de dons singulares, de maneira que se tornasse digna morada do Filho de Deus" .
Assim, o hortus conclusus permanece como uma metáfora viva da tradição teológica cristã, operando tanto na doutrina quanto na espiritualidade, e servindo como elo simbólico entre Escritura, dogma, arte e devoção popular.

### Virgindade perpétua
A associação entre o símbolo do hortus conclusus e a virgindade perpétua de Maria constitui uma das expressões mais difundidas e refinadas da Mariologia ocidental e oriental. O termo, derivado do latim, indica que Maria permaneceu virgem ante partum, in partu et post partum — ou seja, antes, durante e após o nascimento de Cristo — uma doutrina consolidada a partir dos Concílios ecumênicos e confirmada pela tradição magisterial da Igreja .
No plano exegético, a metáfora do jardim fechado, extraída do Cântico dos Cânticos (Ct 4,12), foi reiteradamente interpretada como referência velada à integridade corporal e espiritual da Virgem. Os Padres da Igreja, sobretudo os latinos, reforçaram essa leitura como antídoto às heresias que negavam a virgindade de Maria. Como argumenta Santo Epifânio de Salamina:
"Assim como o paraíso era fechado após a queda, assim também o ventre de Maria permanece fechado, embora tenha gerado. Eis o mistério do jardim fechado: Maria é ao mesmo tempo mãe e virgem." 
A analogia com o hortus conclusus oferecia uma imagem teológica capaz de articular a concepção virginal de Cristo com a santidade do corpo de Maria. Segundo Agostinho de Hipona, Maria é a única criatura cuja integridade foi preservada mesmo ao dar à luz, como observa em sua homilia natalina:
"Virginitas concepit, virginitas peperit, et post partum virgo permansit. (...) O ventre dela foi jardim fechado e fonte selada, onde ninguém mais penetrou senão o Espírito Santo." 
Durante a Idade Média, a doutrina da virgindade perpétua foi reforçada tanto pela escolástica quanto pelas práticas devocionais. Escolásticos como Pedro Lombardo e Tomás de Aquino articularam a noção teológica da integridade física de Maria com argumentos metafísicos e soteriológicos. Tomás, por exemplo, escreve:
"Assim como Cristo saiu do sepulcro fechado, e como entrou aos discípulos estando as portas fechadas, assim também nasceu de sua Mãe virgem, sem violar o seu selo." 
A metáfora do jardim selado adquire aqui uma qualidade tipológica: Maria é o novo Éden, o lugar imaculado da nova criação, cuja clausura indica exclusividade divina e santidade. A ideia de "selo" reaparece com frequência em textos místicos e em iconografia, especialmente nos séculos XIV e XV, quando o hortus conclusus se torna uma constante em representações da Anunciação e da Imaculada Conceição.
No plano da dogmática, o Concílio de Latrão I (649), sob o pontificado de Martinho I, já afirmava como artigo de fé a virgindade de Maria in partu. O cânon III do concílio declara:
"Se alguém não confessa, de acordo com os santos Padres, que a santa e sempre Virgem e imaculada Maria [...] deu à luz sem corrupção, sem dor, e permaneceu virgem após o parto, seja anátema." 
A virgindade perpétua foi mais tarde reiterada por outros concílios e proclamada infalivelmente como doutrina da Igreja no Concílio de Trento e, posteriormente, reafirmada na bula dogmática Ineffabilis Deus (1854). Ela continua a figurar no Catecismo da Igreja Católica (n. 499), que declara:
"A profundidade da fé na maternidade virginal de Maria levou a Igreja a confessar sua virgindade real e perpétua mesmo no ato do nascimento do Filho de Deus feito homem." 
Do ponto de vista simbólico e antropológico, a clausura virginal não apenas remete à integridade corporal, mas à ideia de espaço sagrado reservado à presença divina. Tal interpretação foi estendida, inclusive, à vida monástica feminina, na qual o claustro se configurava como extensão simbólica do hortus conclusus. Como argumenta Marina Warner:
"A imagem de Maria como jardim fechado estruturou toda uma cultura da clausura feminina, onde o corpo virginal era visto como o último reduto de sacralidade num mundo corrompido" .
Portanto, o hortus conclusus enquanto representação da virgindade perpétua de Maria não é apenas uma metáfora retórica, mas um arcabouço teológico e devocional de ampla repercussão na história do pensamento cristão, na arte sacra e na antropologia religiosa ocidental.

### Imaculada Conceição
O conceito de hortus conclusus encontra, na doutrina da Imaculada Conceição, uma das suas aplicações mais significativas no campo da Mariologia e da teologia dogmática. A metáfora do "jardim fechado", oriunda do Cântico dos Cânticos (Ct 4,12), foi gradativamente reconfigurada como uma representação da pureza original e da santidade inata de Maria, livre de toda mancha do pecado original. Esta concepção tipológica encontra fundamento na tradição patrística e foi progressivamente sistematizada pela teologia escolástica até ser dogmaticamente definida por Pio IX na bula Ineffabilis Deus, de 1854.
A associação entre o hortus conclusus e a Imaculada Conceição decorre de uma leitura alegórica das Escrituras, sobretudo da exegese alegórica medieval. Para exegetas como Ruperto de Deutz e Honório de Autun, o jardim fechado simboliza a alma e o corpo de Maria, ambos imaculados, isentos da corrupção adâmica. Como escreve Ruperto:
"A alma da Mãe de Deus era como um jardim fechado, onde a serpente do Éden jamais entrou, onde as flores da graça desabrocharam sem mancha de pecado." 
O imaginário do hortus conclusus alimenta assim uma teologia da exceção, em que Maria é concebida como o novo paraíso — não contaminado, inacessível à serpente e preparado por Deus para acolher a Encarnação. Esta imagem é reiterada por Boaventura de Bagnoregio, que proclama:
"Maria é o jardim de delícias de Deus, fechado ao pecado, selado à culpa, e cultivado pelo Espírito Santo com flores de virtudes." 
Durante os séculos XIII e XIV, o desenvolvimento da doutrina da Imaculada Conceição intensificou-se, especialmente entre os franciscanos. João Duns Scotus, um de seus maiores defensores, argumentou que a preservação de Maria do pecado original não diminui, mas exalta os méritos redentores de Cristo, pois ela teria sido redimida "preventivamente" por antecipação aos méritos da cruz .
Essa doutrina encontrou forte resistência entre os dominicanos, notadamente em Tomás de Aquino, que embora reconhecesse a santidade de Maria, hesitava em afirmar sua preservação desde a concepção. Contudo, o símbolo do hortus conclusus permaneceu como uma constante na representação artística e teológica da Virgem concebida sem pecado.
A proclamação do dogma em 1854 reforçou e consagrou essa leitura. A bula papal Ineffabilis Deus afirma:
"Declaramos, pronunciamos e definimos que a doutrina que sustenta que a Santíssima Virgem Maria, no primeiro instante de sua concepção, por singular graça e privilégio de Deus onipotente [...] foi preservada imune de toda mancha de pecado original, é doutrina revelada por Deus." 
Tal definição dogmática não apenas canonizou séculos de tradição teológica, mas também fortaleceu o vínculo entre a imagem do hortus conclusus e a concepção virginal e imaculada de Maria. O jardim fechado tornou-se símbolo da ausência de mácula original, reforçando a distinção ontológica da Mãe de Deus em relação ao restante da humanidade.
A partir do século XIV, a iconografia da Imaculada Conceição frequentemente recorre a elementos botânicos associados ao jardim fechado — roseiras sem espinhos, lírios, fontes lacradas e muralhas — como se observa nas obras de Martín Schongauer, Robert Campin e Hans Memling. A Virgem é representada como a Virgo hortus conclusus, cercada por flora simbólica e isolada do mundo profano, reafirmando sua natureza privilegiada.
Essa simbologia foi amplamente retomada por teólogas feministas e historiadoras da arte contemporâneas, como Caroline Walker Bynum, que assinala:
"O corpo de Maria, como jardim fechado, opera uma inversão da queda de Eva: não é lugar de perdição, mas de resgate; não é lugar de desejo carnal, mas de germinação da Palavra." 

### Mater Ecclesiae
A metáfora do hortus conclusus adquire especial relevância na teologia que reconhece Maria como Mater Ecclesiae (Mãe da Igreja), título oficialmente proclamado pelo papa Paulo VI, durante o Concílio Vaticano II, em 21 de novembro de 1964, na promulgação da constituição dogmática Lumen Gentium . A imagem do "jardim fechado" passa a designar, não apenas a virgindade ou a imaculabilidade de Maria, mas sua missão espiritual de gerar, proteger e nutrir o corpo místico de Cristo — a Igreja.
A aplicação do símbolo do hortus conclusus a esta função maternal e eclesial de Maria encontra raízes na patrística. Santo Agostinho afirma:
"Ela é mãe dos membros de Cristo, pois cooperou com amor para que nascessem na Igreja os fiéis, que são os membros daquela Cabeça." 
A concepção de Maria como jardim fechado neste contexto adquire uma conotação eclesiológica: ela é o espaço cultivado por Deus onde germina o novo povo da aliança, a comunidade dos fiéis. Sua virgindade simboliza a integridade da fé; seu ventre, a fecundidade espiritual da Igreja.
Santo Anselmo de Cantuária formula essa analogia nos seguintes termos:
"Como Eva foi a mãe de todos os viventes segundo a carne, Maria é a mãe de todos os redimidos, pois em seu seio nasceu Aquele que faz viver." 
No âmbito da Mariologia contemporânea, autores como Hans Urs von Balthasar e René Laurentin destacam que o título "Mãe da Igreja" implica uma dimensão ativa e continuada da missão de Maria na história da salvação, em íntima união com o ministério de Cristo e do Espírito Santo. Von Balthasar observa que:
"O sim de Maria não se esgota na Anunciação, mas estende-se à Igreja nascente: ela permanece presente como figura da fé perfeita, do acolhimento absoluto da Palavra e da fecundidade espiritual." 
A teologia do pós-concílio passou a enfatizar a presença de Maria no cenáculo (At 1,14), junto aos apóstolos, como sinal da maternidade espiritual inaugurada na cruz (Jo 19,26-27), quando Jesus confia o discípulo amado à sua Mãe. Esta cena é frequentemente lida como o momento fundacional da maternidade eclesial de Maria, compreendida como extensão do seu papel no mistério da Encarnação.
A metáfora do jardim fechado reforça, portanto, a relação de Maria com a Igreja enquanto lugar de cultivo, crescimento e proteção. Segundo Jean Guitton:
"Maria é a terra sagrada onde Cristo germinou, mas também é o jardim onde florescem os membros do seu Corpo Místico. Ela não cessa de gerar Cristo em nós." 
A arte cristã dos séculos XIV ao XVII contribuiu para essa iconografia teológica, representando Maria em jardins murados acompanhada de símbolos eclesiais — como a torre de Davi, a fonte selada e a árvore da vida — todos reforçando sua função como espaço fecundo e protegido, onde a fé se enraíza e a Igreja se edifica.
Esta representação encontra eco na mística medieval feminina, especialmente em Hadewijch de Antuérpia e Santa Gertrudes de Helfta, que descrevem Maria como “horto do Espírito”, “claustro de amor”, “espaço de hospitalidade divina”. Para Gertrudes:
"Em ti, ó Maria, toda a Igreja encontra repouso, pois és o jardim da graça onde cada alma é convidada a entrar para receber a seiva da vida eterna." 
Portanto, a maternidade espiritual de Maria, sintetizada na designação Mater Ecclesiae, é enriquecida pela imagem do hortus conclusus, que acentua sua função como lugar protegido da revelação, canal da graça e modelo da comunidade cristã. Trata-se de uma dimensão de profundo valor eclesiológico, mariológico e espiritual que continua a suscitar desenvolvimento doutrinal e iconográfico no âmbito da tradição católica.

## Iconografia na arte cristã
A imagem do hortus conclusus, enquanto metáfora visual da pureza, fecundidade espiritual e clausura sagrada, encontrou ampla difusão na iconografia cristã, sobretudo a partir do final da Idade Média, alcançando seu apogeu nos séculos XIV a XVI em regiões como os Países Baixos, a Renânia e a Itália setentrional. Esse motivo iconográfico, profundamente enraizado na exegese patrística e na devoção mariana medieval, representa a Virgem Maria inserida num jardim murado, frequentemente acompanhada por símbolos florais, animais e construções que aludem à sua virgindade, maternidade e santidade.
A estrutura imagética do hortus conclusus deriva diretamente do versículo de Cântico dos Cânticos (4,12): *"Hortus conclusus soror mea, sponsa; hortus conclusus, fons signatus"* ("És jardim fechado, minha irmã, esposa minha, jardim fechado, fonte selada"), que passou a ser interpretado desde os Padres da Igreja como referência alegórica à Virgem Maria .
O hortus conclusus é, portanto, uma representação não apenas estética, mas teológica, visualizando a plenitude da graça que habita Maria, sua virgindade inviolada e sua condição de Theotokos, ou seja, Mãe de Deus. De acordo com Emile Mâle:
"O jardim fechado é um símbolo que a arte medieval fez seu com entusiasmo. Nele, Maria aparece cercada por muralhas inexpugnáveis, representando a virgindade, mas também o espaço sagrado do templo do Espírito Santo." 
Entre os elementos iconográficos recorrentes nessas representações, destacam-se:
- **A muralha ou cerca**: símbolo da virgindade perpétua e da pureza inviolada de Maria.
- **A fonte selada**: derivada da continuação do versículo do Cântico, representando a integridade espiritual da Mãe de Deus.
- **Flores específicas**: como o lírio (castidade), a rosa (caridade), a violeta (humildade) e a palma (glória eterna).
- **Animais simbólicos**: como o unicórnio, que, em lendas medievais, só podia ser domado por uma virgem, frequentemente associado à Encarnação no ventre de Maria [35].

Uma das obras paradigmáticas deste tema é o retábulo Virgem no jardim fechado (Madonna im Rosenhag, c. 1473), de Stefan Lochner, onde a Virgem aparece sentada no centro de um recinto florido, cercada por uma cerca de madeira, com o Menino Jesus em seus braços. Ao redor, flores e anjos cantores completam a cena, conferindo-lhe um caráter paradisíaco e litúrgico .
Outro exemplo célebre é a gravura de Martin Schongauer, Maria no jardim fechado (c. 1475), na qual a Virgem aparece com o Menino rodeada de plantas floridas, aves e uma arquitetura gótica delicadamente trabalhada. A combinação de simbologia natural e espiritual enfatiza tanto o aspecto contemplativo quanto o dogmático da representação. Conforme apontado por Jeffrey Hamburger:
"Na arte devocional do final da Idade Média, o jardim fechado não é mero ornamento, mas locus teológico — um espaço onde a virgindade e a maternidade de Maria se reconciliam e se tornam visíveis." 
No contexto renascentista, o motivo do hortus conclusus passa por uma estilização mais naturalista e humanizada, embora permaneça teologicamente carregado. Pintores como Fra Angelico, Hans Memling e Botticelli reinterpretaram o tema com ênfase na beleza ideal, na luz espiritual e na centralidade do corpo de Maria como espaço de mediação entre o céu e a terra .
Na iconografia barroca, a metáfora do jardim se integra a representações apoteóticas e triunfantes, como na Imaculada Conceição de Murillo, onde a Virgem aparece cercada por flores, estrelas e nuvens — um hortus conclusus transposto ao plano celeste.
A persistência da imagem até os tempos modernos atesta sua eficácia visual e catequética. Nas palavras de Gertrud Schiller:
"O jardim fechado é um dos mais densos e fecundos símbolos da arte cristã ocidental, pois conjuga beleza natural, doutrina teológica e devoção contemplativa." 
Assim, a iconografia do hortus conclusus revela-se como síntese visual da doutrina mariana, articulando os dogmas da virgindade, da maternidade divina e da imaculabilidade por meio de um espaço simbólico onde natureza e graça, carne e espírito, se encontram.

### Elementos simbólicos recorrentes
A iconografia do hortus conclusus na tradição cristã e particularmente na representação mariana encontra-se repleta de elementos simbólicos cuja função é articular, de forma visual e catequética, os atributos dogmáticos e espirituais da Virgem Maria. O jardim fechado, nesse contexto, não é apenas um espaço físico delimitado, mas um campo de significação simbólica que articula pureza, clausura, fecundidade espiritual e intermediação sagrada.
Como destaca Gertrud Schiller:
"Cada detalhe incluído na composição do 'hortus conclusus' carrega uma função simbólica precisa, cujo objetivo é tornar visível e inteligível a doutrina mariana aos olhos do fiel. A arte medieval não ilustra a teologia: ela a encarna visualmente." 
Entre os elementos mais recorrentes nesse tipo de composição, destacam-se:
- A muralha ou cerca — elemento central à construção do hortus conclusus, representa a virgindade perpétua de Maria, sua separação do mundo profano e sua condição de templo exclusivo de Deus. A cerca ou muro é, muitas vezes, representada como sólida, sem aberturas, ressaltando o caráter inviolado e selado de seu corpo e alma, como indicado na expressão bíblica *"fons signatus"* (fonte selada) [41].

- A fonte — remetendo diretamente ao versículo do Cântico dos Cânticos (Ct 4,12), a fonte é frequentemente representada ao centro do jardim, simbolizando Maria como fonte de vida espiritual, canal de graça e vaso da Encarnação. Nas palavras de Bérulle, Maria é "a fonte selada por Deus, onde só Ele entrou" [42].

- Flores específicas — o florilegium do jardim fechado é cuidadosamente construído para traduzir virtudes e atributos da Virgem:

```
 - O 
lírio branco
, símbolo da virgindade e da pureza imaculada, associado à Anunciação e à presença do anjo Gabriel;
 - A 
rosa
, especialmente a rosa sem espinhos, refere-se à Imaculada Conceição e à caridade perfeita;
 - A 
violeta
, símbolo da humildade mariana;
 - A 
murta
 e o 
lírio-do-vale
, presentes em composições flamengas, remetem à beleza interior e à presença da graça 
[
43
]
.
```

- O unicórnio — criatura mítica cuja simbologia medieval associa-se à Encarnação. Segundo os bestiários, o unicórnio só pode ser capturado quando se deita no colo de uma virgem, sendo então apanhado pelos caçadores. Esta imagem tornou-se alegoria da concepção virginal de Cristo em Maria [44].

- A árvore frutífera — a presença de macieiras, pereiras ou vinhedos alude à fecundidade espiritual de Maria, que oferece o "fruto bendito do seu ventre", Jesus (Lc 1,42). Tais árvores também evocam a tipologia da "nova Eva", pois onde a primeira trouxe o fruto do pecado, Maria oferece o fruto da redenção [45].

- Animais simbólicos — além do unicórnio, aparecem com frequência:

```
 - 
Pássaros
 como o rouxinol (símbolo da alma orante), o pavão (ressurreição) ou o pelicano (sacrifício e Eucaristia);
 - 
Lebres
 ou 
coelhos
, símbolos ambíguos, mas que em contextos marianos podem indicar a pureza paradoxal associada à fecundidade virginal 
[
46
]
.
```

A justaposição de tais símbolos visa criar, na imagem, uma realidade teológica condensada. Nas palavras de Jeffrey F. Hamburger:
"A iconografia do jardim fechado opera como uma teologia visual, onde cada flor, muro ou animal funciona como uma glossa simbólica ao texto sagrado e à tradição mariana." 

## Historiografia e recepção crítica
O conceito de hortus conclusus tem sido objeto de análise por diferentes correntes historiográficas, com ênfases distintas conforme os paradigmas metodológicos em voga. Desde a patrística e escolástica até os estudos iconográficos contemporâneos, sua interpretação oscilou entre a exegese teológica, a semiótica simbólica e a crítica cultural. A aplicação do conceito à figura de Maria, Mãe de Deus, revela uma sedimentação histórica da simbologia do jardim fechado como locus privilegiado para a representação da pureza, clausura e mediação espiritual.
Na tradição patrística, autores como Santo Ambrósio e São Jerônimo já estabeleciam uma leitura alegórica do jardim do Cântico dos Cânticos como prefiguração da virgindade mariana. Como observa Jerônimo em sua Epistola XXII ad Eustochium:
"Maria é o verdadeiro jardim fechado, em cujo seio não entrou nenhum homem, mas apenas o Espírito Santo fecundou para gerar o Salvador" 
Durante a Idade Média, a exegese monástica e escolástica sistematizou o hortus conclusus como imagem-marco da virgindade perpetuamente guardada da Theotokos. Hugo de São Vítor e Bernardo de Claraval integraram o símbolo em seus sermões marianos, muitas vezes correlacionando-o à clausura dos mosteiros femininos, criando uma analogia entre Maria e a vida religiosa contemplativa .
A historiografia moderna, a partir de Aby Warburg e Erwin Panofsky, passou a analisar o hortus conclusus enquanto estrutura imagética dotada de valor simbólico plural. Panofsky, por exemplo, ao estudar a Anunciação no gótico internacional, destacou que:
"O jardim fechado não é apenas símbolo da virgindade, mas também espaço de revelação, de hierofania e transgressão das leis naturais, sendo o local onde o divino irrompe no mundo humano." 
Com os avanços da iconologia, autores como Gertrud Schiller e Emile Mâle aprofundaram a análise das tipologias marianas em relação à arte sacra, observando que o hortus conclusus se tornou uma das mais reconhecíveis metáforas visuais da dogmática católica. Emile Mâle, em sua obra clássica sobre a arte religiosa do século XIII, afirma que:
"O símbolo do jardim fechado é tão fixado na sensibilidade cristã medieval que a simples presença de uma muralha e uma fonte basta para evocar a Virgem sem necessidade de legenda ou atributo textual." 
Nos estudos contemporâneos, o hortus conclusus também tem sido reinterpretado à luz de abordagens feministas, pós-estruturalistas e culturais. Marina Warner, por exemplo, em sua crítica ao "mito mariano" no Ocidente, vê o hortus conclusus como um símbolo ambíguo: por um lado exalta a pureza de Maria; por outro, reforça a construção de um ideal feminino baseado na clausura, no silêncio e na negação da agência. Segundo Warner:
"O jardim fechado representa não apenas a virgindade de Maria, mas o confinamento simbólico da mulher cristã ao espaço do invisível, do inacessível e do sacrifício mudo." 
Por sua vez, historiadoras da arte como Carolyn Walker Bynum e Jeffrey F. Hamburger abordam o tema sob a ótica da espiritualidade feminina medieval. Para Bynum, o hortus conclusus pode ser lido como uma metáfora de resistência e autonomia interior em contextos monásticos, enquanto Hamburger analisa sua presença em manuscritos devocionais produzidos por e para mulheres religiosas na Alemanha do século XIV .
Portanto, a recepção crítica do hortus conclusus abrange desde sua apropriação teológica e litúrgica na Antiguidade Tardia e Idade Média até sua reinterpretação crítica moderna e contemporânea. O símbolo mantém, ao longo dos séculos, sua força evocativa, mas é também objeto de múltiplas leituras, que revelam tanto os valores que o produziram quanto as tensões simbólicas e ideológicas que ele encarna.

## Releituras contemporâneas
Nas últimas décadas, o símbolo do hortus conclusus tem sido objeto de releitura por correntes teológicas, filosóficas e artísticas contemporâneas, que buscaram desvinculá-lo de seu uso exclusivo como signo da virgindade mariana, interpretando-o em chaves simbólicas ampliadas, com atenção especial a questões de gênero, corporeidade, clausura e agência espiritual. O jardim fechado, ao ser deslocado de sua significação tradicional, passa a ser interrogado como lugar de resistência simbólica, espaço de interioridade mística ou, alternativamente, como figura do confinamento imposto ao feminino.
No campo da teologia feminista, autoras como Elizabeth A. Johnson e Ivone Gebara têm analisado criticamente a simbologia mariana herdada da tradição patrística e escolástica, da qual o hortus conclusus é um dos emblemas centrais. Johnson, ao refletir sobre as representações da Virgem Maria no imaginário ocidental, observa que:
"A imagem do jardim fechado reforçou durante séculos a noção de que a perfeição feminina residia na passividade, no recolhimento e na pureza sexual. Reinterpretá-la hoje exige resgatar seu potencial como espaço de encontro com o sagrado e não como prisão simbólica." 
Por sua vez, Ivone Gebara propõe uma leitura ecológica e libertadora do símbolo, sublinhando que o jardim fechado pode remeter a uma ecoteologia do cuidado, da interioridade e da reconciliação entre natureza e espiritualidade. Em suas palavras:
"O ‘hortus conclusus’ pode ser entendido hoje como símbolo do espaço sagrado da alma feminina, mas também do planeta como jardim ameaçado. A reatualização da metáfora deve ocorrer com consciência crítica e sensibilidade poética." 
Na filosofia contemporânea da religião, Giorgio Agamben associa o hortus conclusus à ideia de exceção teológica e à tensão entre clausura e revelação. Ele nota que, em termos biopolíticos, o jardim fechado mariano é uma zona de fronteira entre o visível e o invisível, o humano e o divino, funcionando como "topologia da potência inativa" .
Nas artes visuais contemporâneas, a metáfora do hortus conclusus foi reapropriada por artistas que problematizam os limites entre interioridade e confinamento, fertilidade e clausura. A artista francesa Christiane Singer, em suas obras poéticas e instalativas, utiliza o motivo do jardim fechado como espaço de meditação e potência regenerativa. Em seu ensaio Du bon usage des crises, ela escreve:
"É necessário reabrir o jardim interior. Ele foi fechado não pela pureza, mas pelo medo. O verdadeiro ‘hortus conclusus’ não se fecha à vida: ele a prepara em silêncio." 
Por outro lado, algumas releituras feministas radicais acusam o hortus conclusus de ser um dispositivo simbólico de controle sexual e político sobre os corpos femininos. Autoras como Luce Irigaray e Julia Kristeva questionam a idealização mariana como arquétipo de um feminino passivo e silenciado. Kristeva afirma que:
"Maria, em sua clausura glorificada, é uma mulher sem corpo, sem voz e sem desejo. O jardim fechado torna-se, assim, tumba da subjetividade feminina." 
Essas leituras contemporâneas revelam a vitalidade e a complexidade semântica do símbolo do hortus conclusus. Longe de ser um artefato hermenêutico estático, o jardim fechado mariano continua a suscitar debates teológicos, estéticos e políticos. Sua polissemia permite tanto a perpetuação de modelos tradicionais quanto sua contestação crítica, confirmando sua centralidade na cultura visual e religiosa do Ocidente.
O símbolo do hortus conclusus evoca ao mesmo tempo clausura, proteção e sacralidade, permanece como um dos emblemas mais fecundos da tradição mariológica e da iconografia cristã ocidental. Desde suas origens bíblicas, particularmente na leitura alegórica do versículo do Cântico dos Cânticos (“Hortus conclusus soror mea, sponsa” – Ct 4,12), o termo foi reinterpretado pela exegese patrística e escolástica como referência direta à virgindade perpétua de Maria, ao seu papel como Mãe de Deus e como novo Paraíso . Tornou-se um dispositivo simbólico multidimensional, operando simultaneamente no plano teológico, iconográfico, místico e estético. Sua força simbólica reside justamente na confluência de sentidos: jardim como espaço fecundo e ao mesmo tempo reservado; clausura como expressão de pureza, mas também de interioridade espiritual; flores e muros como elementos materiais e espirituais. Hans Sedlmayr reconheceu, nesse sentido, que "a arte cristã medieval encontrou no ‘hortus conclusus’ a imagem ideal da contenção sagrada, expressão plástica da teologia da Encarnação" .
Contudo, o percurso do símbolo não se encerra na Idade Média. A teologia moderna e as leituras contemporâneas — notadamente as críticas feministas, filosóficas e artísticas — permitiram a reinterpretação do hortus conclusus como espaço simbólico polissêmico. Autoras como Elizabeth A. Johnson e Ivone Gebara propõem deslocamentos críticos da imagem, resgatando seu potencial como metáfora da interioridade, da justiça ecológica e do empoderamento espiritual .
O símbolo do jardim fechado, portanto, ultrapassa sua função devocional histórica e inscreve-se numa longa tradição de significação que permanece aberta a novas ressonâncias e usos hermenêuticos. Conforme observa Jean-Luc Marion, "a Virgem é o último lugar onde a carne e o logos se entrelaçam sem violência — e o 'hortus conclusus' é, por excelência, o ícone desse mistério" .
Nesse contexto, o hortus conclusus pode ser entendido não apenas como símbolo mariológico, mas também como expressão arquetípica da busca humana por um espaço de transcendência, recolhimento e plenitude — um lugar onde o sagrado se manifesta na intimidade do visível e do vivível.